# یامائوچی تسونه‌توشی
امائوچی سودوتسونه‌توشی (به ژاپنی: 山内首藤 経俊 やまのうちすどう つねとし) یک گوکه‌نین در اواخر دوره هی‌آن و اوایل دوره کاماکورا، از ولایت ساگامی بود.
در ماه مه ۱۱۸۴ همراه  با اوی میهارو، هاتانو موریمیچی و دیگران با شیدا یوشیهیرو در ولایت ایسه وارد جنگ شدند و یوشیهیرو را شکست دادند. میناموتو نو یوریتومو از شنیدن این خبر بسیار خوشحال شد، زیرا شیدا یوشیهیرو  قبلاً شورشی را آغاز کرده بود اما دستگیر نشده بود (مقاله مورخ ۱۵ مه در آزوما کاگامی). در ژوئیه همان سال به همراه اوچی کوریوشی و دیگران در تعقیب شورش بقایای خاندان هیکه در ولایت ایگا به جبهه رفت و به پیروزی رسید (۲ اوت). تسونه‌توشی در این سال شوگوی ولایت ایسه شد و بعداً به پیروی از کوریوشی اوچی، به عنوان شوگوی ولایت ایگا نیز خدمت کرد. در آن زمان، ایسه و ایگا مناطقی بودند که بسیاری از بقایای خاندان هیکه در آنجا پنهان شده بودند و شورش‌ها تکرار می‌شد.